# The Power of Love (bài hát của Huey Lewis and the News)
"The Power of Love" là một đĩa đơn năm 1985 của Huey Lewis and the News, được viết cho và góp mặt trong bộ phim bom tấn năm 1985 Back to the Future. Nó đã mang lại cho ban nhạc bản hit số một của họ trên US Billboard Hot 100  và bản hit số một của họ trên bảng xếp hạng Top Rock Track của Hoa Kỳ; và với tư cách là một bài hát mặt A, nó là một top ten trên Bảng xếp hạng đĩa đơn chính thức của Vương quốc Anh, nơi nó xuất hiện trên các phiên bản Anh của album phòng thu thứ tư của ban nhạc, Fore!.

## Sử dụng trongBack to the Future
Bài hát xuất hiện sớm trong Back to the Future khi Marty McFly (Michael J. Fox) trượt ván đến trường. Sau đó trong phim, McFly và ban nhạc của anh chơi một bản rock cứng của bài hát cho buổi thử giọng Battle of the Bands (lúc đó một nhân vật do chính Huey Lewis thủ vai đang phán xét và nói với nhóm của Marty rằng họ "quá ồn ào") và sau đó khi Marty trở lại khu phố của mình. Trong phần tiếp theo, Back to the Future phần II, phiên bản 2015 của Marty cố gắng chơi bài hát trên cây đàn guitar của mình ngay sau khi bị sa thải nhưng cuối cùng lại chơi nó rất kém do bàn tay bị hư hỏng từ tai nạn năm 1985 với chiếc Rolls-Royce. Cuối cùng, có thể nghe được bài hát trong một thời gian ngắntrong chiếc xe nơi mà Kim và bạn bè của anh ta đang lái xe khi Kim thách đấu Marty với cuộc đua xe quyết định số phận gần cuối phim Back to the Future phần III.

## Video âm nhạc
Video âm nhạc, được quay vào tháng 6 năm 1985, cho thấy ban nhạc chơi trong một hộp đêm (Uncle Charlie's, một điểm dừng thường xuyên của ban nhạc trong sự nghiệp đầu tiên của họ)  với Tiến sĩ Emmett Brown (Christopher Lloyd) xuất hiện trong xe DeLorean, dường như sau khi du hành thời gian, và một cặp vợ chồng ăn cắp nó để có một chuyến đi vui vẻ. Lewis cho biết việc quay phim mất cả ngày lẫn đêm để hoàn thành, với ban nhạc kết thúc quay lúc 3:00 sáng.